# Scorn
A Scorn egy brit együttes. Mick Harris és Nic Bullen, a Napalm Death tagjai alapították. Indusztriális metal zenekarként kezdték, Bullen kilépésével viszont inkább az elektronikus zene és annak irányzatai felé fordultak. 1991-ben alakultak Birminghamben, 1997-ben feloszlottak. 2000-től 2011-ig újból működött az együttes, 2011-ben feloszlottak, majd 2019-ben újból összeálltak. Első öt lemezüket az Earache Records adta ki, a többi album pedig kisebb kiadók gondozásában jelent meg.

## Tagjai
- Mick Harris
- Nicholas Bullen
- Justin Broadrick (első albumukon)
- James Plotkin

## Diszkográfia
- Vae Solis (1992)
- Colossus (1993)
- Evanescence (1994)
- Gyral (1995)
- Logghi Barogghi (1996)
- Zander (1997)
- Whine (koncertalbum, 1997)
- Greetings from Birmingham (2000)
- Plan B (2002)
- List of Takers (2004)
- Stealth (2007)
- Refuse: Start Fires (2010)
- Cafe Mor (2019)